# Die zweite Welle
Die zweite Welle ist eine deutsche Fernsehserie. Es handelt sich dabei um ein Familiendrama rund um die Tsunamikatastrophe 2004 in Thailand und das Auftauchen einer totgeglaubten Schwester, fünfzehn Jahre nach dem Unglück. Die Erstausstrahlung der sechsteiligen Serie fand im Dezember 2023 im ZDF statt.

## Handlung
Julia und Harry Reuter verbringen Weihnachten 2004 mit ihrer Tochter Noa und ihren Freunden Britta, Matthias und Heiko einen Urlaub in Thailand. Julia möchte dabei ihrer Schwester Alexandra Voss, die nach Thailand ausgewandert ist, wieder näher kommen, nachdem seit langer Zeit der Kontakt komplett abgebrochen war. 
Während des zweiten Weihnachtsfeiertages muss Harry hilflos mitansehen, wie eine Flutwelle die Hotelanlage in Khao Lak zerstört und alles mit sich reißt, so auch seine Frau.
Fünfzehn Jahre später steht nichtsahnend Alexandra wieder vor Harrys Tür in Bonn. Sie ist gezeichnet von 13 Jahren in einem thailändischen Gefängnis aufgrund von Drogenhandel. Harry ist geschockt, aber nicht nur, weil seine Schwägerin mit ihrem Mann und Kind seit dem Tsunami als verschollen galt. 
Auch der Freundeskreis scheint mit dem Erscheinen Alexandras in Panik zu geraten. Nach einem schiefgegangenen Drogendeal bittet Alexandra Harry um Geld, mit dem sie sich in Portugal mit ihrer Freundin Sofia ein neues Leben aufbauen möchte. Doch wie erleichtert Harry darauf reagiert und ihr problemlos das Geld überlässt, lässt sie misstrauisch werden. Harrys Tochter Noa versucht währenddessen ihr Trauma vom Schwimmen zu überwinden und sie kommt ihrem besten Freund Levin näher, dem Sohn von Britta und Matthias.
Alexandra, die einfach nicht verschwindet, sondern nachforscht, was wirklich passiert ist, lässt die Freunde unruhig werden, da sie vielleicht der Tsunamiwelle entkommen sind, aber nicht ihren Lügen. 
Denn in all dem Durcheinander beim Tsunami und Harrys maßloser Trauer über den Verlust seiner kleinen Familie, wurde Alexandras Tochter allein aufgefunden, sodass er sie als seine Tochter Noa mit nach Deutschland nahm. Die Freunde halfen dabei, die Identität des Kindes in den juristischen und medizinischen Akten zu fixieren, was sie heute ihre berufliche Existenz kosten könnte, wenn das bekannt würde. In der Annahme, dass Alexandra die Katastrophe nicht überlebt hatte, waren sie sogar der Meinung, das Richtige getan zu haben. Nun holt sie die Vergangenheit ein und nachdem Alexandra erkennt, dass Noa ihre Tochter ist, lässt sie sich nicht mehr „abschütteln“. Als Harry so weit geht und sogar Mordpläne schmieden will, spaltet das die Gruppe.
Nachdem Alexandra mit ihrem Erscheinen und der unterschwelligen Bedrohung das Leben der Gruppe völlig durcheinander gebracht hat, outet sie sich nun gegenüber ihrer Tochter. Noa ist zunächst irritiert, dann aber glücklich, doch eine Mutter zu haben und eine Erklärung dafür, warum sie sich schon immer wie „im falschen Leben“ gefühlt hatte. Auch wenn sie ihren Ziehvater liebt, will sie nun mit Alexandra gehen, um diese besser kennenzulernen. Alexandra möchte ihr als erstes ihre eigene Mutter vorstellen, obwohl sie diese hasst und das damals für sie der Grund war, Deutschland zu verlassen. 
Die Mutter lebt mittlerweile in einem Pflegeheim in Brüssel und ist schwer dement. Ihre Tochter verlangt von ihr, dass sie ein einziges Mal nett sein solle und sie ihrer eigenen Tochter gegenüber als liebes Kind darstellen möge, was aber misslingt. 
Da sie sich weigert, dies zu tun, erstickt Alexandra ihre Mutter mit einem Kissen und eilt zu Noa, die im Auto gewartet hatte. Die beiden fliehen ans Meer, wo Noas Vater – auf der verzweifelten Suche nach „seiner“ Tochter – beide findet. Während er Noa in seine Arme schließt und Polizeiautos auf der Suche nach Alexandra nahen, verschwindet diese spurlos im Meer.

## Besetzung
| Rolle              | Schauspieler        | Episoden | Rollenbeschreibung                                               |
| ------------------ | ------------------- | -------- | ---------------------------------------------------------------- |
| Alexandra Voss     | Karoline Schuch     | 1–6      | Schwester von Julia                                              |
| Harry Reuter       | Johann von Bülow    | 1–6      | Ehemann von Julia und Vater von Noa; Anwalt                      |
| Maren May          | Ursula Strauss      | 1–6      | Ehefrau von Heiko; Anwältin                                      |
| Heiko May          | Tim Bergmann        | 1–6      | Ehemann von Maren; Schönheitschirurg                             |
| Matthias Michaelis | Özgür Karadeniz     | 1–6      | Ehemann von Britta und Vater von Levin und Lenny; Bauunternehmer |
| Britta Michaelis   | Katrin Röver        | 1–6      | Ehefrau von Matthias und Mutter von Levin und Lenny; Lehrerin    |
| Noa Reuter         | Meira Durand        | 1–6      | Tochter von Harry und Julia Reuter                               |
| Levin Michaelis    | Alessandro Schuster | 1–6      | Sohn von Britta und Matthias                                     |
| Julia Reuter       | Luise Bähr          | 1–3      | Ehefrau von Harry und Mutter von Noa, Schwester von Alexandra    |

## Episodenliste
| Nr. | Originaltitel      | Erstausstrahlung DE | Zuschauer      | Marktanteil |
| --- | ------------------ | ------------------- | -------------- | ----------- |
| 1 | Tsunami            | 27. Dez. 2023       | 1,31 Millionen | 6,5 %       |
| Die Freundesgruppe um Harry, Julia, Britta, Matthias und Heiko verbringen Weihnachten 2004 einen gemeinsamen Urlaub in Khao Lak, Thailand. Es ahnt noch keiner, welche weitreichende Folgen ihr Aufenthalt dort haben wird. Julia möchte nach langer Zeit ohne Kontakt zu ihrer Schwester Alexandra, die nach Thailand ausgewandert ist, sich ihr wieder annähern. Doch nach einer Auseinandersetzung kann es nicht mehr zu einem klärenden Gespräch kommen. |                    |                     |                |             |
| 2 | Das Geheimnis      | 27. Dez. 2023       | 1,18 Millionen | 5,7 %       |
| Die Rückkehr von Alexandra, Fünfzehn Jahre nach der Tsunamikatastrophe, erwischt nicht nur die Freundesgruppe eiskalt, sondern auch Alex selbst macht eine einschneidende Entdeckung. |                    |                     |                |             |
| 3 | Untiefen           | 28. Dez. 2023       | 0,87 Millionen | 8,6 %       |
| Nachdem Alexandra die Wahrheit herausgefunden hat, wie schrecklich sie hintergangen wurde, schwört sie Harry und seinen Freunden Rache. |                    |                     |                |             |
| 4 | Niemals vergangen  | 28. Dez. 2023       | 1,13 Millionen | 5,5 %       |
| Die Erlebnisse rund um den Tsunami 2004 haben auch Heikos Leben vollkommen verändert. Er hat mit Schuldgefühlen zu kämpfen und hofft in seiner Funktion als Arzt Alexandra zu helfen, um diese loswerden zu können. |                    |                     |                |             |
| 5 | Eine schlechte Tat | 28. Dez. 2023       | 0,90 Millionen | 2,7 %       |
| Alexandra erfährt was 2004 wirklich passiert ist. Dass Harry und seine Freunde sie bewusst in dem Wissen alleine zurückgelassen haben, dass sie sterben könnte. |                    |                     |                |             |
| 6 | Bis auf den Grund  | 28. Dez. 2023       | 0,92 Millionen | 2,9 %       |
| Noa erfährt von Alexandra die Wahrheit und alles fühlt sich für sie wie eine Lüge an. Doch weiß sie nicht, ob sie glauben kann, was Alexandra erzählt. |                    |                     |                |             |

## Kritiken
Tilmann P. Gangloff bewertet den Film bei RND: „‚Die zweite Welle‘ ist eine fesselnde Dramaserie im ZDF über eine Freundesgruppe, die seit dem Tsunami 2004 ein düsteres Geheimnis verbindet. Dabei glänzen alle acht Charaktere für sich genommen und als Gruppe durch ihre darstellerische Leistung“.
Bei DWDL.de urteilte Timo Niemeier: „Die neue ZDF-Serie ‚Die zweite Welle‘ will viel – zu viel. Und so ist eine Produktion entstanden, die nicht nur bei den Special Effects kränkelt, sondern auch beim Buch und in der Inszenierung. Kein Wunder, dass der Sender die Serie linear gut versteckt.“
Elisa Eberle schriebt für prisma.de, dass die Miniserie zweifellos ein berührendes und gleichsam spannendes Drama sei. Die Geschichte würde an manchen Stellen zu sehr in typische Klischees rutschen. Doch trotz dieser Schnitzer sei die Serie, gerade aufgrund der wegen Corona unter strengen Auflagen stehenden Dreharbeiten, eine beeindruckende Leistung.
Reinhard Prahl meinte in einem Fazit für Serienjunkies.de über die erste Folge der Serie, dass sie langatmig beginnen würde, die Vorstellung der einzelnen Serienfiguren uninteressant sei und die Umsetzung der Effekte des Tsunamis schwach sei. Es würde über eine halbe Stunde dauern, bis Spannung aufkommen würde, das Ende hingegen würde einen Anstieg an Spannung versprechen.
Für Quotenmeter.de schriebt Oliver Alexander in einer Rezension, dass das ZDF mit dieser Serie hinter Erwartungen wie einer mitreißenden Familiengeschichte, Geheimnissen und Rache zurück bleiben würde. Mit dem Zeitsprung von der Tsunamikatastrophe 2004 ins Jahr 2019 in Bonn würde die Erzählweise durch Klischees enttäuschen. Weiter heißt es, dass die Handlung konstruiert erscheinen würde und auch die Dialoge liesen die Charaktere nicht authentisch erscheinen.
Bei ndr.de hießt es, dass die Serie durch die Aufklärung in Rückblenden bis zum Ende spannend bleiben und Karoline Schuch aus dem Ensemble herausragen würde.
Auch bei Stern.de wurde Schuch als ausdrucksstarke Darstellerin gelobt. Der Reiz liege in der Mischung aus Drama, Thriller, den ambivalenten Charakteren und einem hochkarätig besetzten Ensemble.
Bei Fernsehserien.de wird die mangelhafte Vertonung mehrfach kritisiert.

## Produktion und Ausstrahlung
Drehstart war im Oktober 2021 unter dem Arbeitstitel „Was zählt“. Gedreht wurde in Brüssel und Ostende sowie in Phuket, Thailand und in Köln und Bonn. Die Idee und die Drehbücher stammen von Sarah Schnier, die zusätzlich als Creative Producerin beteiligt war. 
Die Filmmusik stammt von Karim Sebastian Elias, der nach Bangkok reiste, um dort gemeinsam mit thailändischen Künstlern den Soundtrack für die Serie aufzunehmen. Außerdem war er auch während der Dreharbeiten in Thailand dabei, um gemeinsam mit Sarah Schnier, der Showrunnerin, die passende Filmmusik zu finden.
Am 4. November 2023 wurde die Fernsehserie erstmals in der ZDF-Mediathek zum Streaming bereitgestellt. Die lineare Erstausstrahlung folgte im ZDF mit den ersten drei Episoden am 27. Dezember 2023 ab 22:15 Uhr und am darauffolgenden Tag, den 28. Dezember 2023 folgten zur gleichen Sendezeit die letzten drei Episoden.